# Talaván
Talaván is een gemeente in de Spaanse provincie Cáceres in de regio Extremadura. Talaván heeft 866 inwoners (1 januari 2016).

## Burgemeester
De burgemeester van Talaván is Francisco Miguel del Barco Collazos.

## Aangrenzende gemeenten
Talaván grenst aan de volgende gemeenten:
| Aangrenzende gemeenten | Aangrenzende gemeenten | Aangrenzende gemeenten | Aangrenzende gemeenten | Aangrenzende gemeenten |
| ---------------------- | ---------------------- | ---------------------- | ---------------------- | ---------------------- |
| Casas de Millán        |                        | Monroy                 |                        | Serradilla             |
|                        |                        |                        |                        |                        |
| Hinojal                | Monroy                 |                        |                        |                        |
|                        |                        |                        |                        |                        |
| Trujillo               |                        | Cáceres                |                        | Santiago del Campo     |

## Demografische ontwikkeling
Bron: INE, 1857-2011: volkstellingen

## Galerij

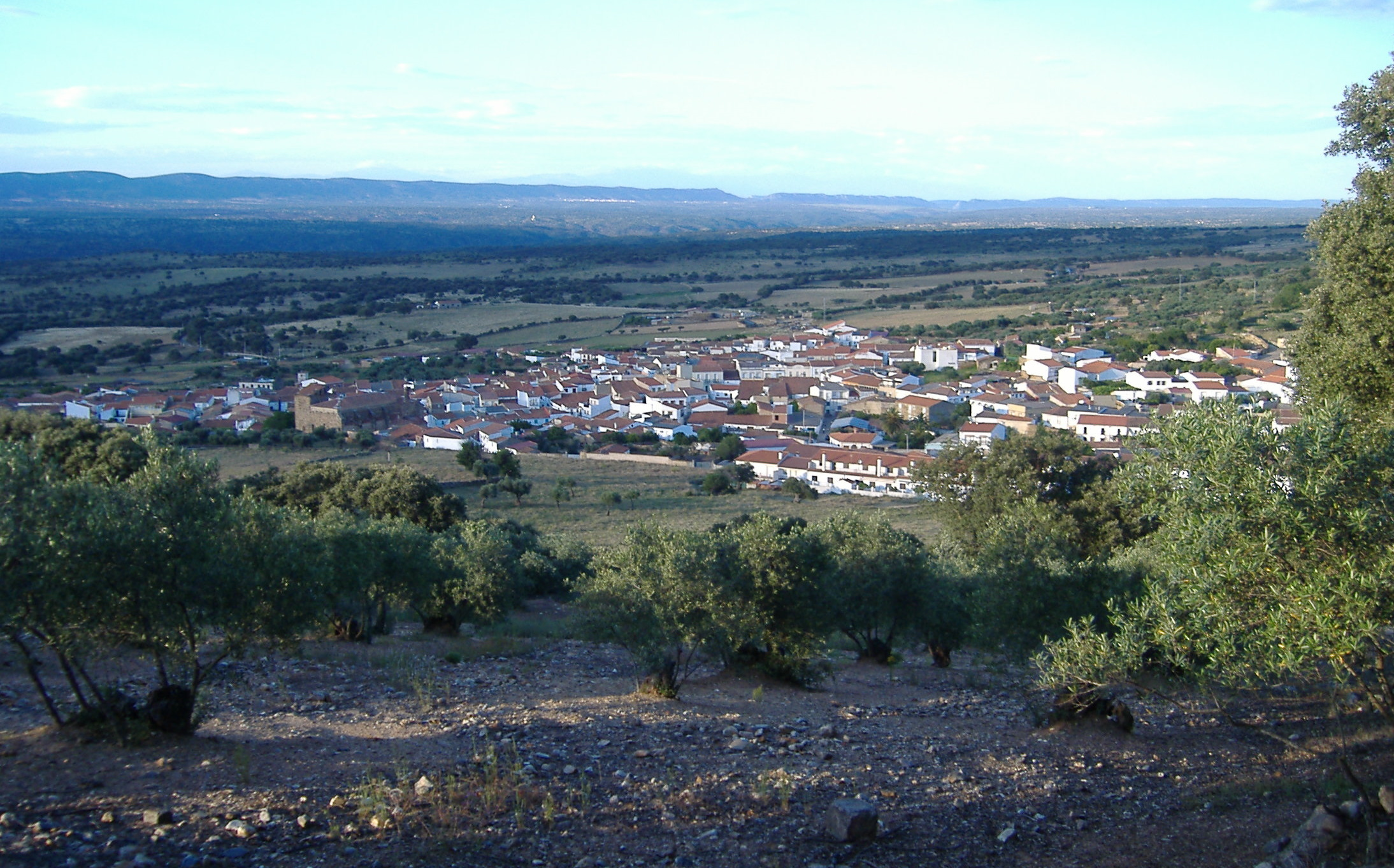
Uitzicht op Talaván
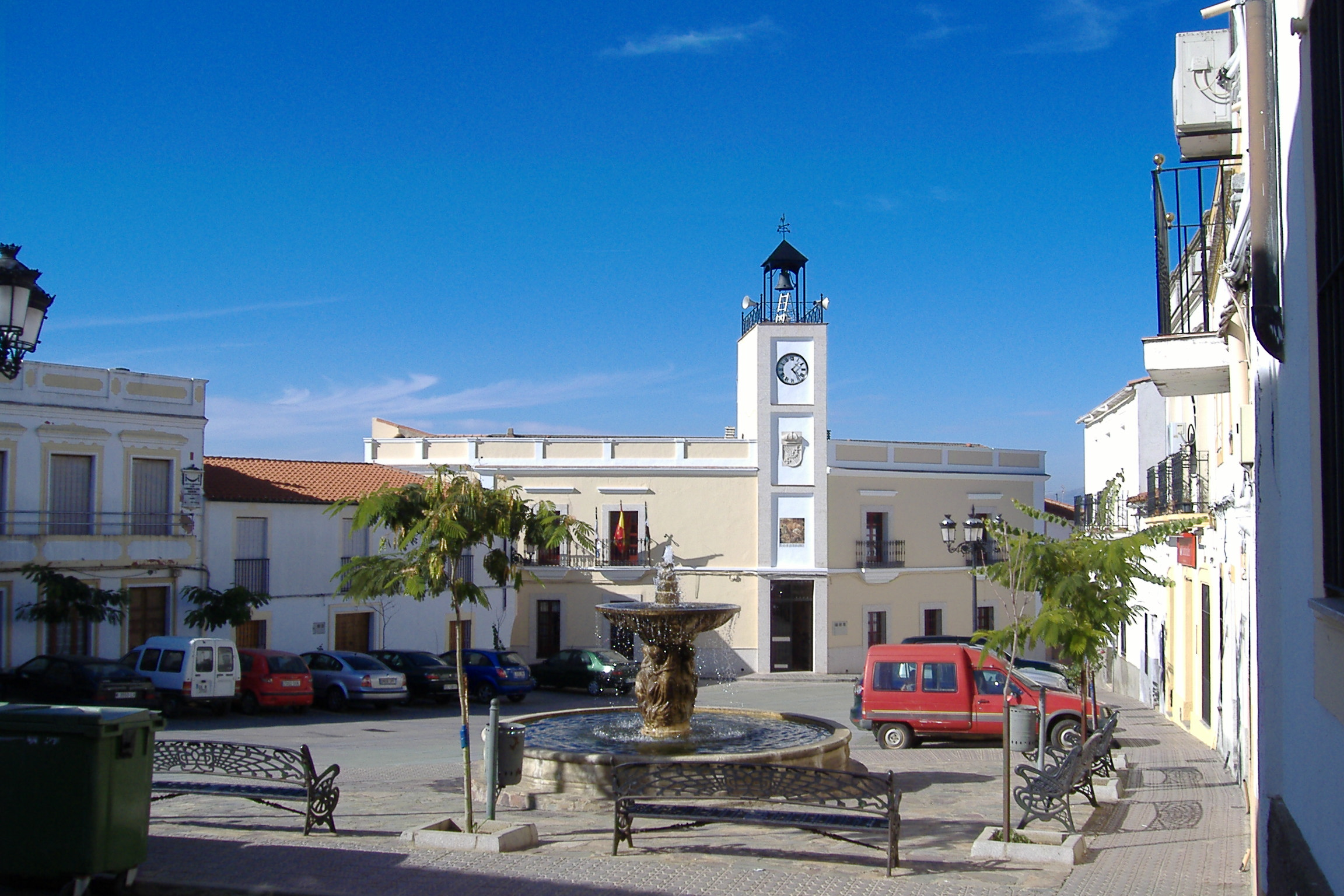
Gemeentehuis van Talaván